# 球泡森林
球泡森林(きゅうほうしんりん)は、中国中央電視台の子供向けチャンネル『CCTV-少儿』で放送されている、中国で制作されている子供向けテレビアニメである。『動画城』枠内で放送される。

## 登場キャラクター
- 棒棒 - 主人公。人間の男児。気球に乗って球泡森林にやってきた。
- 怪怪 - カエル。棒棒と一緒に、気球に乗って球泡森林にやってきた。
- 加西亚 - 緑色の鳥。
- 阿切尔 - 象。よく、くしゃみをする。
- 迪迪 - ハムスター。
- 阿慢 - 熊。
- 波波 - 蛇。
- 噜噜 - カバ。
- 哼古啦 - マントヒヒ。

## 各話リスト
- 第一集 - 怪物来了(怪物が来た！)
- 第二集 - 他的名字叫棒棒(彼の名は棒棒(バンバン))
- 第四集 - 破坏大王
- 第五集 - 哼古啦当爸爸了
- 第六集 - 小河马粉噜噜
- 第七集 - 慢慢的阿慢(のんびり屋の阿慢(アーマン))
- 第八集 - 加西亚搬家了
- 第九集 - 裝病的滋味
- 第十集 - 會飛的波波
- 第十一集 - 針對哼古啦的禁令
- 第十二集 - 我不是故意的
- 第十三集 - 最好的收藏品
- 第十四集 - 阿切尔的鼻子(阿切尔(アーチャ)の鼻)
- 第十五集 - 隱形熊阿慢

## 放送局
| 放送地域 | 放送局    | 放送期間 | 放送日時                 | 備考 |
| -------- | --------- | -------- | ------------------------ | ---- |
| 中国     | CCTV-小儿 | 不明     | 月曜～金曜6:00-6:30(CST) |      |